# Agustín Rodríguez Delgado
Agustín Rodríguez Delgado (Oropesa, 4 de octubre de 1674 - La Plata, 18 de diciembre de 1746) fue un religioso español que desenvolvió su carrera en la América hispana. Fue sucesivamente obispo de Panamá (1725-1731), obispo de La Paz (1731-1742), arzobispo de La Plata (1742-1746) y finalmente promovido al arzobispado de Lima en 1746, pero no llegó a tomar posesión de su silla pues falleció ese mismo año.

## Biografía
Comenzó siendo cura de Hortaleza, en la archidiócesis de Toledo. Nombrado obispo de Panamá el 19 de diciembre de 1725, fue consagrado el 8 de septiembre del año siguiente. Bajo su episcopado, el seminario fue reorganizado, renovándose sus planes de estudio, y fue denominado Colegio de San Agustín y San Diego de Alcalá. Muchos jóvenes de la alta sociedad estudiaron en este plantel, entre ellos Francisco Javier de Luna Victoria y Castro, que llegó también obispo de Panamá, y Rafael Lasso de La Vega, que fue obispo de Maracaibo y Quito.
El 17 de diciembre de 1731 fue promovido como undécimo obispo de La Paz, en la provincia de Charcas, actual Bolivia. En esta diócesis estuvo muy activo: publicó un sermón y dos extensas Cartas Pastorales (1733 y 1739); y celebró el 3.º Sínodo Diocesano ordenando imprimir su Constituciones (1738), obra que fue reeditada en 1970.
El 22 de enero de 1742 pasó a ser arzobispo de La Plata o metropolitano de Charcas. Luego, el 14 de junio de 1746, fue promovido al arzobispado de Lima, que había quedado vacante el año anterior por fallecimiento del arzobispo José Antonio Gutiérrez de Cevallos. Se alistó entonces para viajar a Lima y envió una carta al cabildo metropolitano de Lima, anunciándoles su elección y su traslado. Por entonces, un horrendo terremoto destruyó la ciudad de Lima, el día 28 de octubre de ese mismo año de 1746.
Rodríguez no llegó a tomar posesión de la sede metropolitana de Lima pues falleció en la ciudad de La Plata a fines de 1746, cuando aún hacía los preparativos para el viaje. Los frutos de su vacante y espolio fueron aplicados como fondos para la reconstrucción de la Catedral de Lima.